# Omar Sharif jr.

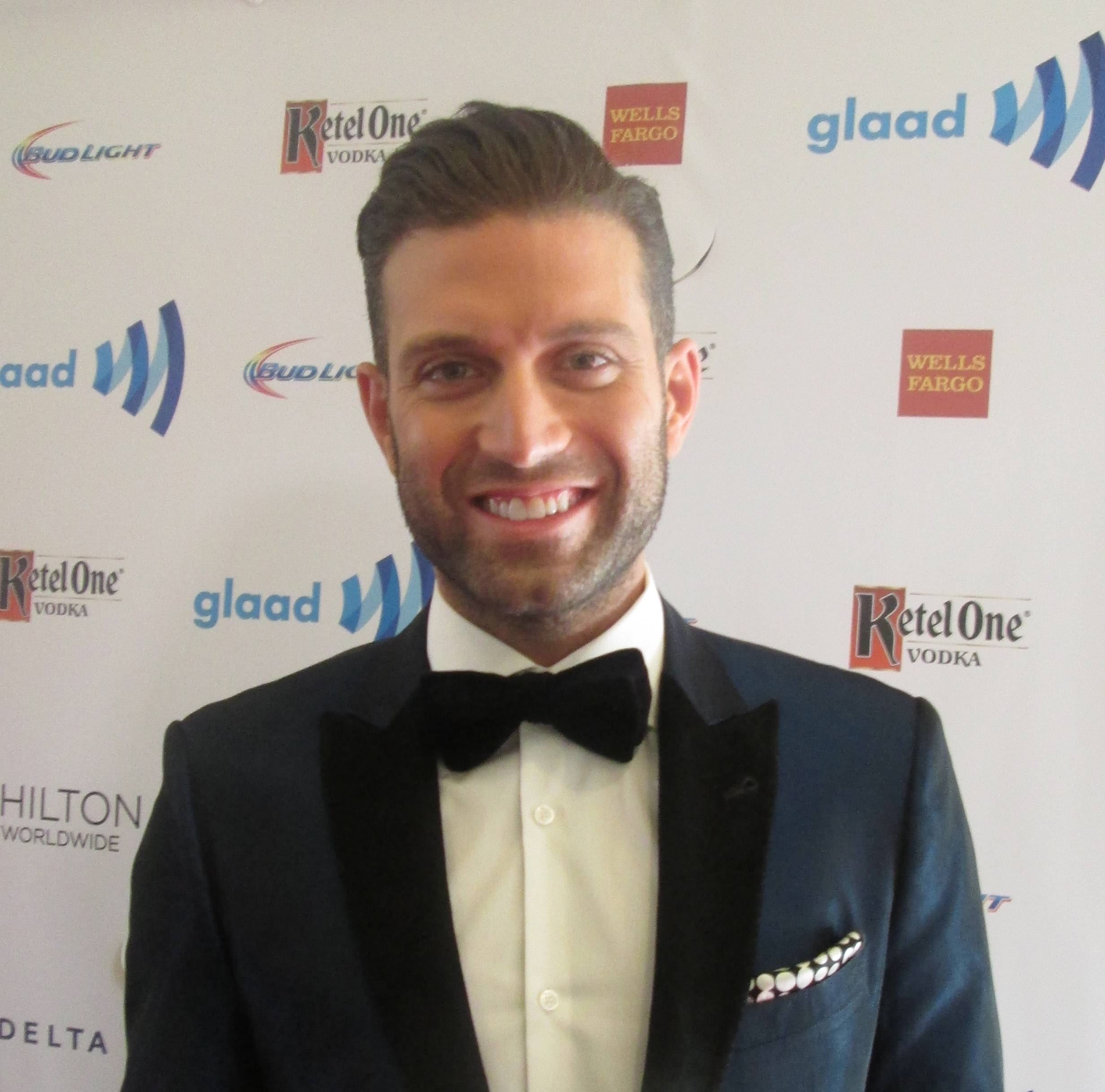
Omar Sharif jr.

Omar Sharif jr. (* 28. November 1983 in Montreal, Kanada) ist ein kanadischer Schauspieler, LGBT-Aktivist und Model ägyptischer Abstammung. Er ist der Enkel von Omar Sharif.

## Leben
Omar Sharif Jr. ist ein Sohn von Tarek Sharif und einer jüdischen Mutter. Seine Großmutter mütterlicherseits überlebte Auschwitz und das Warschauer Ghetto. Omar studierte Politikwissenschaften an der London School of Economics and Political Science und machte seinen Abschluss mit 23 Jahren.
Zeitweise war er in London als Model für Calvin Klein und Coca-Cola für Kampagnen in Ägypten tätig. Er besuchte auch die Lee Strasberg School für Schauspielkunst.
Bei den 83. Annual Academy Awards 2011 durfte er einen Oscar überreichen und scherzte vor laufender Kamera mit Kirk Douglas. 2016 war er Gast auf dem Oslo Freedom Forum. Und er sprach auch schon vor den Vereinten Nationen.
Sharif outete sich 2013 als einer der ersten arabischen Prominenten in dem Magazin "The Advocate" offiziell als homosexuell und als Jude und erhielt daraufhin zahlreiche Morddrohungen und Verfolgungen, so dass er Ägypten seitdem nicht mehr betreten kann und ins Exil musste. Man entzog ihm seinen ägyptischen Pass. Sein Exil fand er zunächst in Kanada, später in den USA.
2013 wurde er Sprecher für die Gay & Lesbian Alliance Against Defamation. Dabei lernte er auch den späteren US-Präsidenten Donald Trump kennen.
Er spricht fließend neben Arabisch auch Englisch, Französisch, Spanisch, Hebräisch und Jiddisch.
Seinen bisher einzigen Auftritt im deutschen Fernsehen hatte er 2017 in der Sendung "Ich trage einen großen Namen" mit Wieland Backes, wo er als Enkel von Omar Sharif eingeladen war und dort von dessen Leben und Wirken berichtete.
Er ist der bekannteste arabische LGBT-Aktivist, allerdings außerhalb des Kulturkreises. Er kämpft durch Interviews für eine Öffnung der Gesellschaften für Minderheiten allgemein. 2016 führte er die Schwulenparade in Prag an.
Allgemein gilt er trotz seiner Tätigkeit als Schauspieler, Aktivist und Model als sehr schüchtern und medienscheu. Sein Verhältnis zu seinem Großvater wird als sehr eng und gut beschrieben.
Zwischen 2009 und 2011 lebte er noch in Ägypten, dann zog er nach Los Angeles.
Er spielte vor allem in Produktionen zusammen mit seinem Großvater oder in arabischen Filmen.
2021 erschien seine Biographie "A tale of two Omars: A memoir of family, Revolution and Coming out during the Arab Spring", wo er über seine Familie, seinen weltberühmten Großvater, seine Probleme mit seinem Coming Out, depressive Phasen und die Vergewaltigung durch einen Vorgesetzten berichtet. 

## Filmografie

### Filme
- 2008: Hassan wa Morcus
- 2009: Al Mosafer
- 2016: 11th hour
- 2016: The secret scripture

### Serien
- Wagh al Qamar, 2000.
- Virginie, 2005–2006.
- Conversation, 2016.